# Eurovisiesongfestival 2013

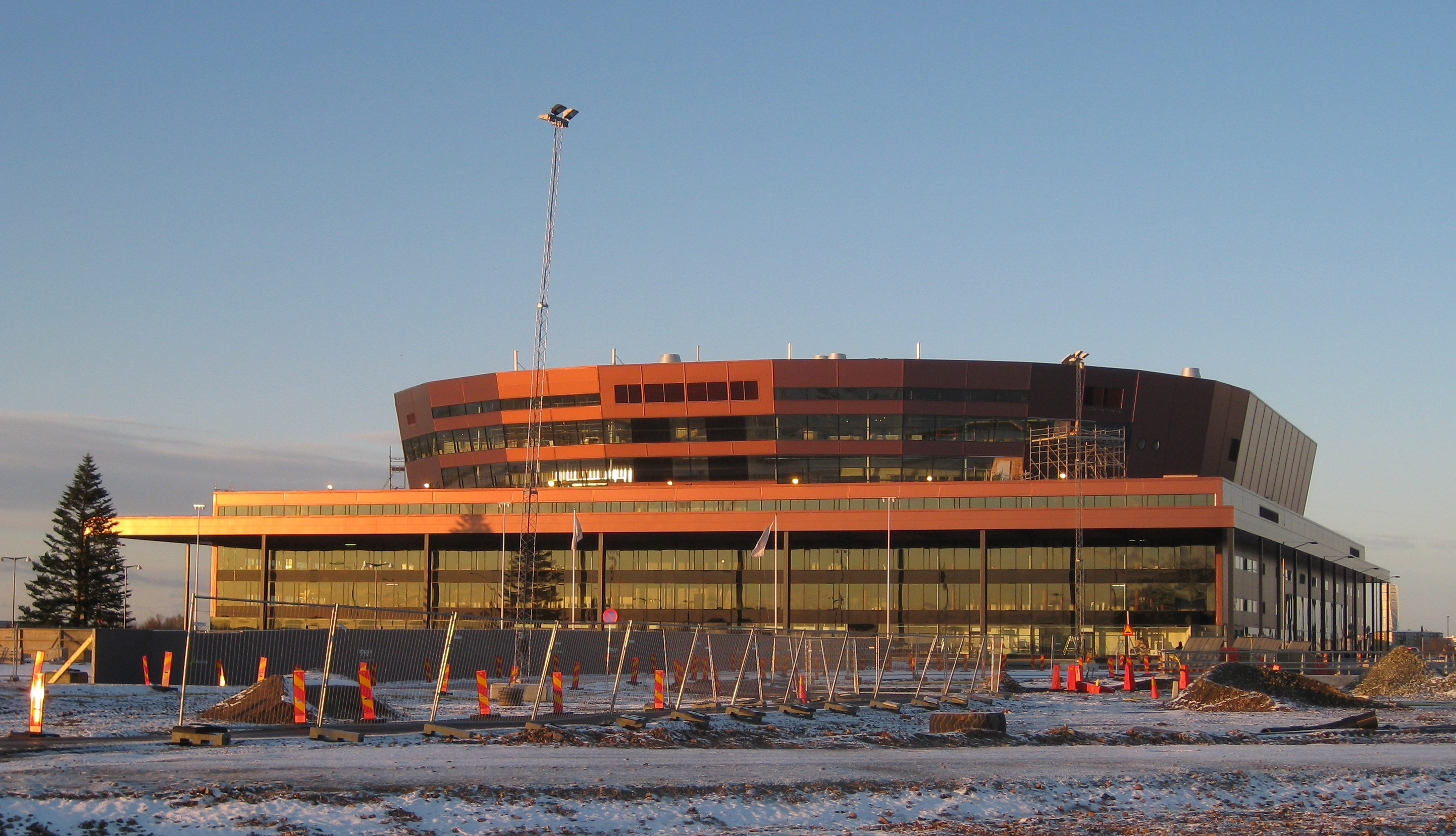
De Malmö Arena vormde het decor van het Eurovisiesongfestival 2013

Het Eurovisiesongfestival 2013 was de 58e editie van deze Europese liedjeswedstrijd. Dit festival werd gehouden in Malmö, dankzij de overwinning van Loreen uit Zweden op het Eurovisiesongfestival 2012. De twee halve finales werden op 14 en 16 mei 2013 gehouden. De zangeres Emmelie de Forest won met het nummer Only teardrops voor Denemarken de finale op 18 mei 2013.

## Gaststad
Het Eurovisiesongfestival 2013 vond plaats in de Malmö Arena. De Zweedse omroep SVT maakte dat bekend op 8 juli 2012. Na de overwinning van Loreen waren drie steden in de race om het festival te organiseren. Göteborg viel na een tijdje al af toen bleek dat de hal niet beschikbaar was. Stockholm leverde ook problemen op doordat in dezelfde periode het WK ijshockey in onder andere Stockholm wordt afgewerkt. Daardoor was alleen de Friends Arena beschikbaar, die te groot en te duur werd geacht. Die problemen waren er niet in Malmö, waardoor het Eurovisiesongfestival er na 1992 weer terugkeerde.
De Malmö Arena, die eind 2008 werd geopend, biedt normaal plaats aan zo’n 15.000 bezoekers tijdens concerten. In de hal heeft sinds 2009 ieder jaar een voorronde van Melodifestivalen plaatsgevonden. De welkomstreceptie van het Eurovisiesongfestival 2013 vond plaats in de Malmö Opera, waar plek is voor 1.200 gasten. Het perscentrum is naast de deur van de Malmö Arena in Malmömässan.

## Formule
De EBU kondigde in november een reglementswijziging aan. Er is geen loting meer om de startvolgorde van de twee halve finales en de finale te bepalen. De producenten mogen vrijuit kiezen in welke volgorde de deelnemende landen aan de beurt zullen komen. Op die manier hoopt de EBU ervoor te zorgen dat alle muziekstijlen mooi verspreid worden, en dat er bijvoorbeeld niet langer vijf popnummers na elkaar kunnen zijn. Hetzelfde systeem wordt al jaren toegepast in Melodifestivalen, de Zweedse nationale preselectie voor het Eurovisiesongfestival, en sedert de eerste editie in 2003 bij het Junior Eurovisiesongfestival. Er wordt enkel nog geloot voor wie in welke halve finale aantreedt en voor de startplaats van het gastland. Ook opvallend: om een betere verdeling van de tickets te verkrijgen, starten buurlanden Noorwegen en Denemarken elk in een andere halve finale: Denemarken in de eerste en Noorwegen in de tweede.
De stemprocedure werd licht gewijzigd: de juryleden moesten alle liedjes rangschikken en niet alleen hun 10 favorieten. Voor de eerste keer kon er ook gestemd worden via een app.

### Presentator
Er is maar één presentator in 2013. Dit is voor het eerst in 18 jaar. De voorgaande jaren werd het festival telkens door twee of drie personen gepresenteerd. De laatste keer dat er één presentator was, was in 1995. Mary Kennedy presenteerde het festival toen. Op 28 januari 2013 maakte SVT bekend dat de keuze dit keer gevallen was op Petra Mede, presentatrice en comedian van beroep. In 2009 leidde zij reeds Melodifestivalen in goede banen.

### Potindeling
Op 17 januari werd er geloot welke landen in welke halve finale zouden aantreden. Voor de verdeling van de halvefinalisten over twee halve finales werd net als voorbijgaande jaren gebruikgemaakt van een potindeling. Landen die vaak op elkaar stemmen, werden in dezelfde groep geplaatst. Uit elke groep gingen drie landen naar de ene halve finale; de andere drie gingen naar de andere halve finale. Denemarken en Noorwegen zaten niet in een van de vijf potten, aangezien zij reeds in november 2012 werden ingedeeld in respectievelijk de eerste en de tweede halve finale, om te vermijden dat tijdens één halve finale alle tickets opgeëist zouden worden door een van de twee Zweedse buurlanden. Ook Israël werd automatisch in de tweede halve finale gepositioneerd, aangezien er tijdens de eerste halve finale een joods religieus feest gevierd werd. De definitieve startvolgorde van de drie shows werd niet langer geloot, maar door de producent bepaald.
| Pot 1                                                   | Pot 2                                            | Pot 3                                                     | Pot 4                                               | Pot 5                                                      |
| ------------------------------------------------------- | ------------------------------------------------ | --------------------------------------------------------- | --------------------------------------------------- | ---------------------------------------------------------- |
| Albanië Kroatië Macedonië Montenegro Servië Zwitserland | Estland Finland Ierland IJsland Letland Litouwen | Armenië Azerbeidzjan Georgië Oekraïne Rusland Wit-Rusland | België Bulgarije Cyprus Griekenland Malta Nederland | Hongarije Moldavië Oostenrijk Roemenië San Marino Slovenië |

## Uitslagen

Landen in eerste halve finale
Landen die stemmen in eerste halve finale
Landen in tweede halve finale
Landen die stemmen in tweede halve finale

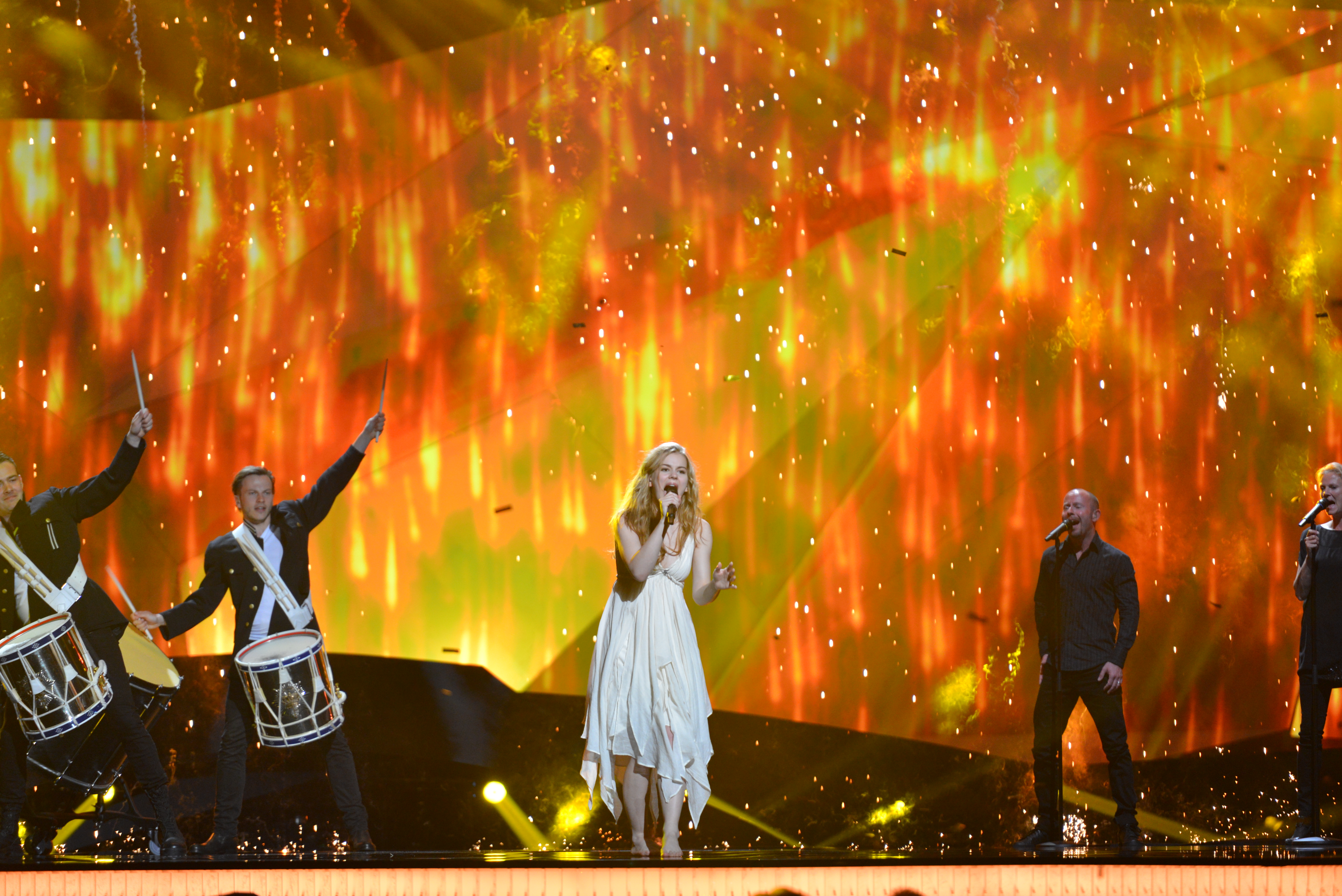
Emmelie de Forest zorgde voor de derde Deense overwinning op het Eurovisiesongfestival

### Finale
België eindigde 12de met 71 punten. België zelf gaf 1 punt aan Zweden, 2 punten aan Griekenland, 3 punten aan Moldavië, 4 punten aan Rusland, vervolgens gaf België 5 punten aan Azerbeidzjan, 6 punten aan Italië en 7 punten aan Noorwegen. De top 3 voor België was: Oekraïne (8 punten), de 10 punten gingen naar de uiteindelijke winnaar Denemarken en de 12 punten gingen naar buurland Nederland.
Nederland deed het iets beter dan België. Anouk behaalde een 9de plaats met 114 punten. Nederland zelf gaf 1 punt aan Griekenland, 2 punten aan Azerbeidzjan, de 3 punten waren voor gastland Zweden, 4 punten voor Rusland, 5 punten voor Oekraïne, 6 punten voor Noorwegen en 7 punten voor Hongarije. De top 3 voor Nederland was: Malta (8 punten), net zoals België gaf Nederland 10 punten aan de uiteindelijke winnaar, Denemarken, en de 12 punten gingen naar buurland België.
De uitslag zorgde voor commotie. Azerbeidzjan was verbijsterd dat ze geen enkel punt aan Rusland geschonken hadden. De president van Azerbeidzjan liet een onderzoek instellen. De ambassadeur vond dat Rusland minstens 10 punten verdiend had en benadrukte de goede banden met het land. Ook Wit-Rusland betwistte de uitslag. Zij hadden immers geen punten van Rusland gekregen. President Aleksandr Loekasjenko sprak zelfs over fraude en hij eiste ook een onderzoek. De EBU deelde later in een persboodschap mee dat de stemming eerlijk verlopen was. In september 2013 startte de EBU een onderzoek naar omkoping en stemmenronselarij door Azerbeidzjan tijdens het Eurovisiesongfestival 2013. Volgens verschillende bronnen werden juryleden benaderd en werd aan Litouwse studenten gevraagd om tegen betaling voor Azerbeidzjan te stemmen.
De EBU maakte op 6 februari 2014 bekend dat er pogingen zijn gedaan om te frauderen met de televoting tijdens het songfestival 2013. Maar de stemmen werden gedetecteerd en niet meegenomen in de uitslag.
| Plaats | Land                | Taal      | Artiest                               | Lied                   | Punten |
| ------ | ------------------- | --------- | ------------------------------------- | ---------------------- | ------ |
| 1      | Denemarken          | Engels    | Emmelie de Forest                     | Only teardrops         | 281    |
| 2      | Azerbeidzjan        | Engels    | Fərid Məmmədov                        | Hold me                | 234    |
| 3      | Oekraïne            | Engels    | Zlata Ohnevytsj                       | Gravity                | 214    |
| 4      | Noorwegen           | Engels    | Margaret Berger                       | I feed you my love     | 191    |
| 5      | Rusland             | Engels    | Dina Garipova                         | What if                | 174    |
| 6      | Griekenland         | Grieks    | Koza Mostra feat. Agathonas Iakovidis | Alcohol is free        | 152    |
| 7      | Italië              | Italiaans | Marco Mengoni                         | L'essenziale           | 126    |
| 8      | Malta               | Engels    | Gianluca                              | Tomorrow               | 120    |
| 9      | Nederland           | Engels    | Anouk                                 | Birds                  | 114    |
| 10     | Hongarije           | Hongaars  | ByeAlex                               | Kedvesem               | 84     |
| 11     | Moldavië            | Roemeens  | Aliona Moon                           | O mie                  | 71     |
| 12     | België              | Engels    | Roberto Bellarosa                     | Love kills             | 71     |
| 13     | Roemenië            | Engels    | Cezar                                 | It's my life           | 65     |
| 14     | Zweden              | Engels    | Robin Stjernberg                      | You                    | 62     |
| 15     | Georgië             | Engels    | Sopho Gelovani & Nodiko Tatisjvili    | Waterfall              | 50     |
| 16     | Wit-Rusland         | Engels    | Aljona Lanskaja                       | Solayoh                | 48     |
| 17     | IJsland             | IJslands  | Eyþór Ingi                            | Ég á líf               | 47     |
| 18     | Armenië             | Engels    | Dorians                               | Lonely planet          | 41     |
| 19     | Verenigd Koninkrijk | Engels    | Bonnie Tyler                          | Believe in me          | 23     |
| 20     | Estland             | Estisch   | Birgit                                | Et uus saaks alguse    | 19     |
| 21     | Duitsland           | Engels    | Cascada                               | Glorious               | 18     |
| 22     | Litouwen            | Engels    | Andrius Pojavis                       | Something              | 17     |
| 23     | Frankrijk           | Frans     | Amandine Bourgeois                    | L'enfer et moi         | 14     |
| 24     | Finland             | Engels    | Krista Siegfrids                      | Marry me               | 13     |
| 25     | Spanje              | Spaans    | El Sueño de Morfeo                    | Contigo hasta el final | 8      |
| 26     | Ierland             | Engels    | Ryan Dolan                            | Only love survives     | 5      |

### Eerste halve finale

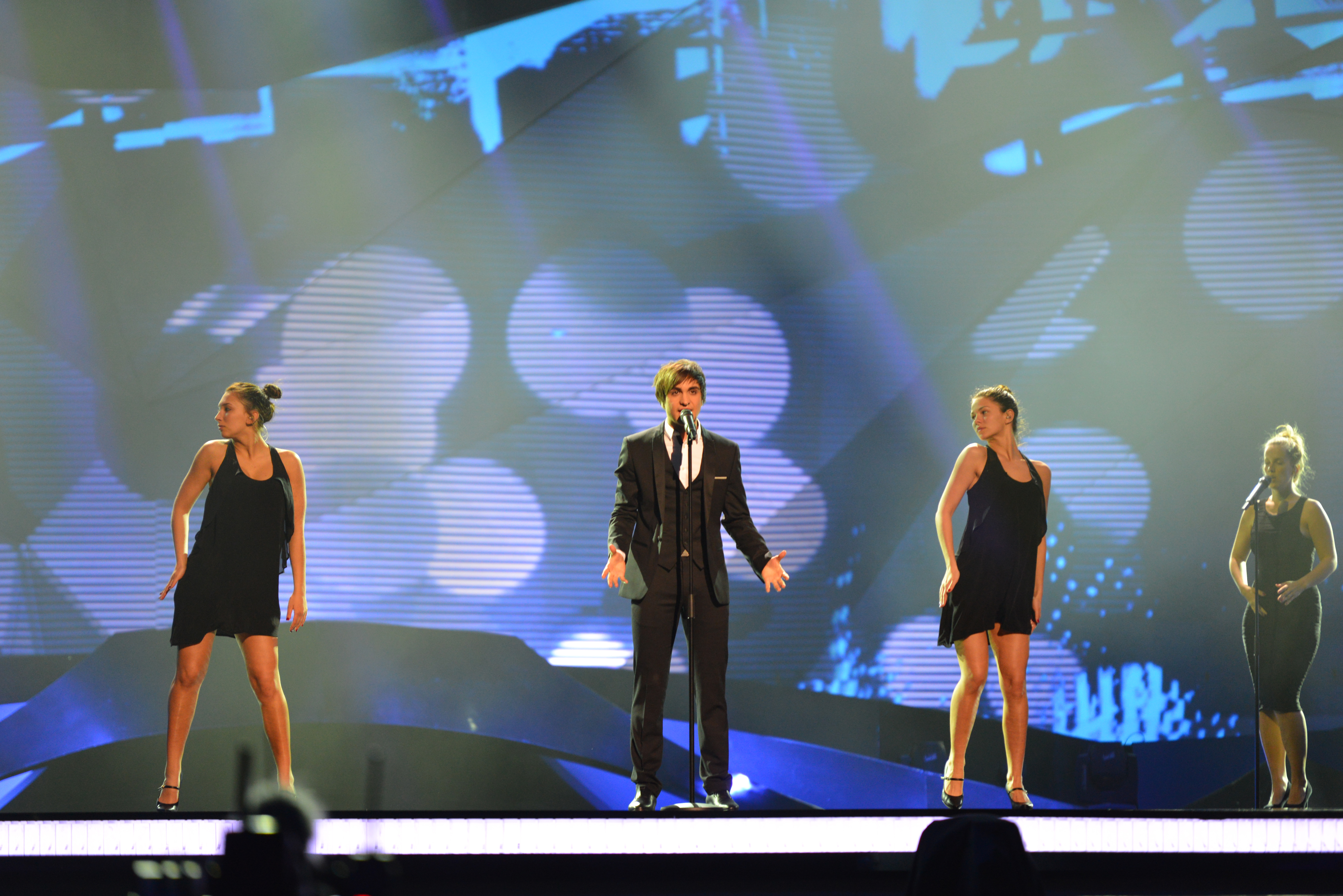
België zond Roberto Bellarosa naar het festival

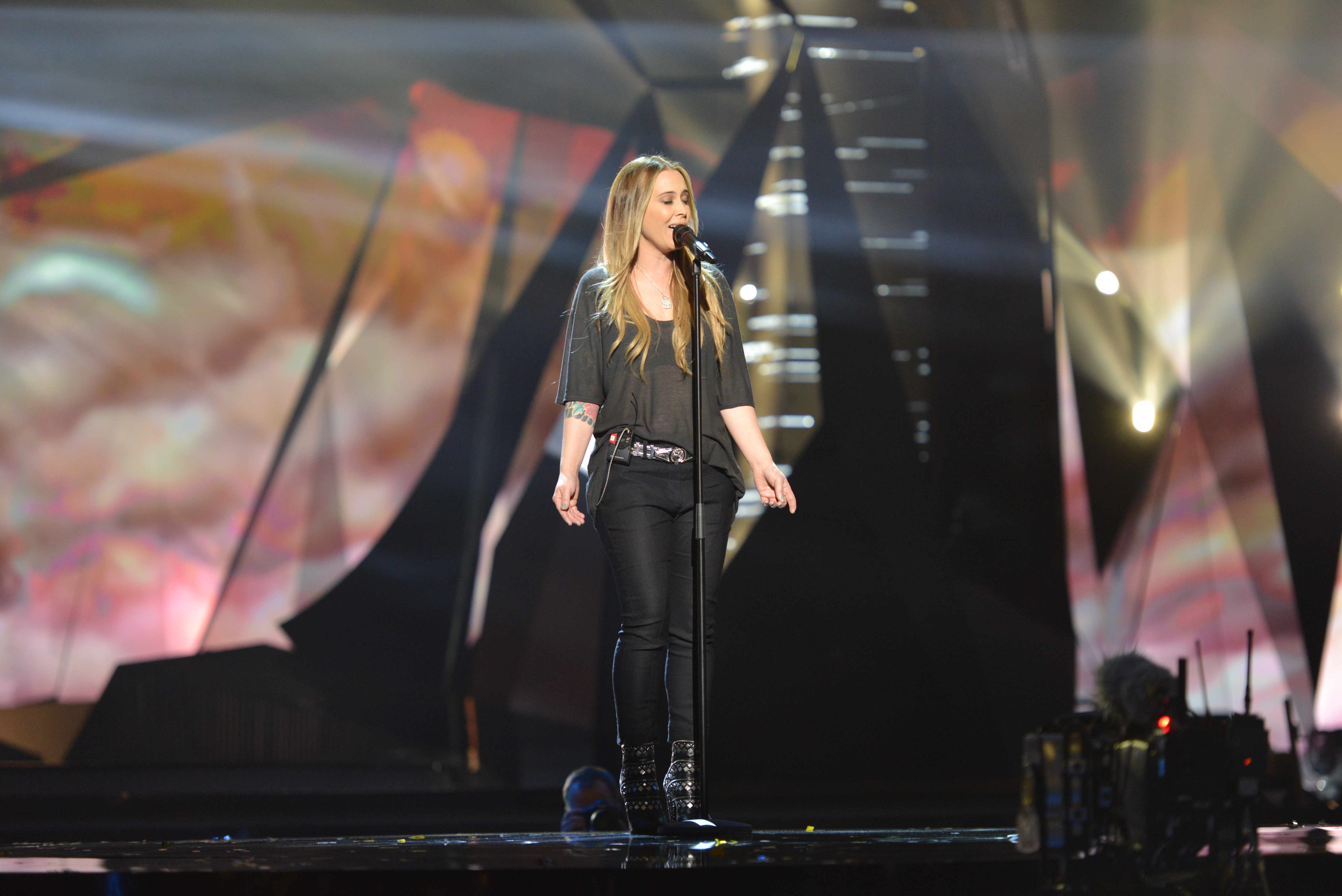
Anouk haalde voor Nederland voor het eerst sinds 2004 de finale

Italië, het Verenigd Koninkrijk en Zweden hebben deze halve finale uitgezonden en hebben meegestemd.
Zowel België als Nederland haalde de finale van het festival.
België eindigde 5de met 75 punten gekregen van: Oostenrijk (4), Wit-Rusland (3), Kroatië (3), Denemarken (7), Estland (8), Ierland (7), Litouwen (2), Moldavië (4), Montenegro (1), Rusland (8), Slovenië (6), Zweden (7), Nederland (10) en het Verenigd Koninkrijk (5). België zelf gaf 1 punt aan Estland, 2 punten aan Cyprus, 3 punten aan Oostenrijk en 4 punten gingen naar Ierland, de 5 punten waren voor Moldavië en de 6 punten voor Litouwen, vervolgens waren ook nog 7 punten voor Rusland. De hoogste punten waren voor: Oekraïne (8), Denemarken (10) en Nederland (12).
Nederland eindigde 6de met 75 punten gekregen van: Oostenrijk (8), België (12), Denemarken (10), Estland (7), Ierland (5), Italië (1), Litouwen (7), Montenegro (2), Rusland (3), Servië (1), Slovenië (3), Zweden (8) en het Verenigd Koninkrijk (8). Nederland zelf gaf 1 punt aan Servië, 2 punten aan Wit-Rusland, 3 punten aan Kroatië en 4 punten gingen naar Estland, de 5 punten waren voor Ierland en de 6 punten voor Moldavië, vervolgens waren ook nog 7 punten voor Rusland. De hoogste punten waren voor: Oekraïne (8), België (10) en Denemarken (12).
| Plaats | Land        | Taal          | Artiest                  | Lied                | Punten |
| ------ | ----------- | ------------- | ------------------------ | ------------------- | ------ |
| 1      | Denemarken  | Engels        | Emmelie de Forest        | Only teardrops      | 167    |
| 2      | Rusland     | Engels        | Dina Garipova            | What if             | 156    |
| 3      | Oekraïne    | Engels        | Zlata Ohnevytsj          | Gravity             | 140    |
| 4      | Moldavië    | Roemeens      | Aliona Moon              | O mie               | 95     |
| 5      | België      | Engels        | Roberto Bellarosa        | Love kills          | 75     |
| 6      | Nederland   | Engels        | Anouk                    | Birds               | 75     |
| 7      | Wit-Rusland | Engels        | Aljona Lanskaja          | Solayoh             | 64     |
| 8      | Ierland     | Engels        | Ryan Dolan               | Only love survives  | 54     |
| 9      | Litouwen    | Engels        | Andrius Pojavis          | Something           | 53     |
| 10     | Estland     | Estisch       | Birgit Õigemeel          | Et uus saaks alguse | 52     |
| 11     | Servië      | Servisch      | Moje 3                   | Ljubav je svuda     | 46     |
| 12     | Montenegro  | Montenegrijns | Who See feat. Nina Žižić | Igranka             | 41     |
| 13     | Kroatië     | Kroatisch     | Klapa s Mora             | Mižerja             | 38     |
| 14     | Oostenrijk  | Engels        | Natália Kelly            | Shine               | 27     |
| 15     | Cyprus      | Grieks        | Despina Olympiou         | An me thimase       | 11     |
| 16     | Slovenië    | Engels        | Hannah                   | Straight into love  | 8      |

### Tweede halve finale

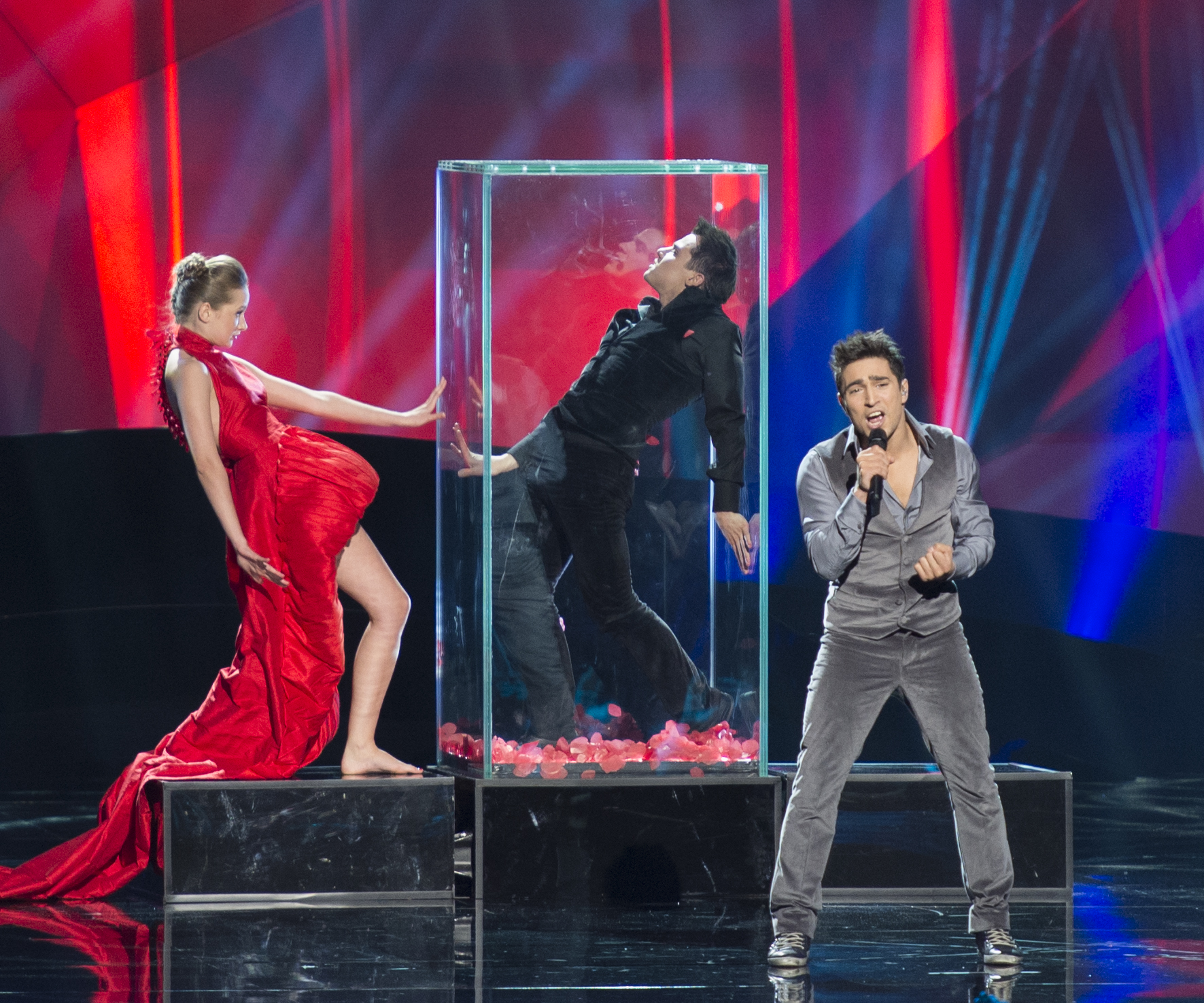
Fərid Məmmədov won de tweede halve finale voor Azerbeidzjan

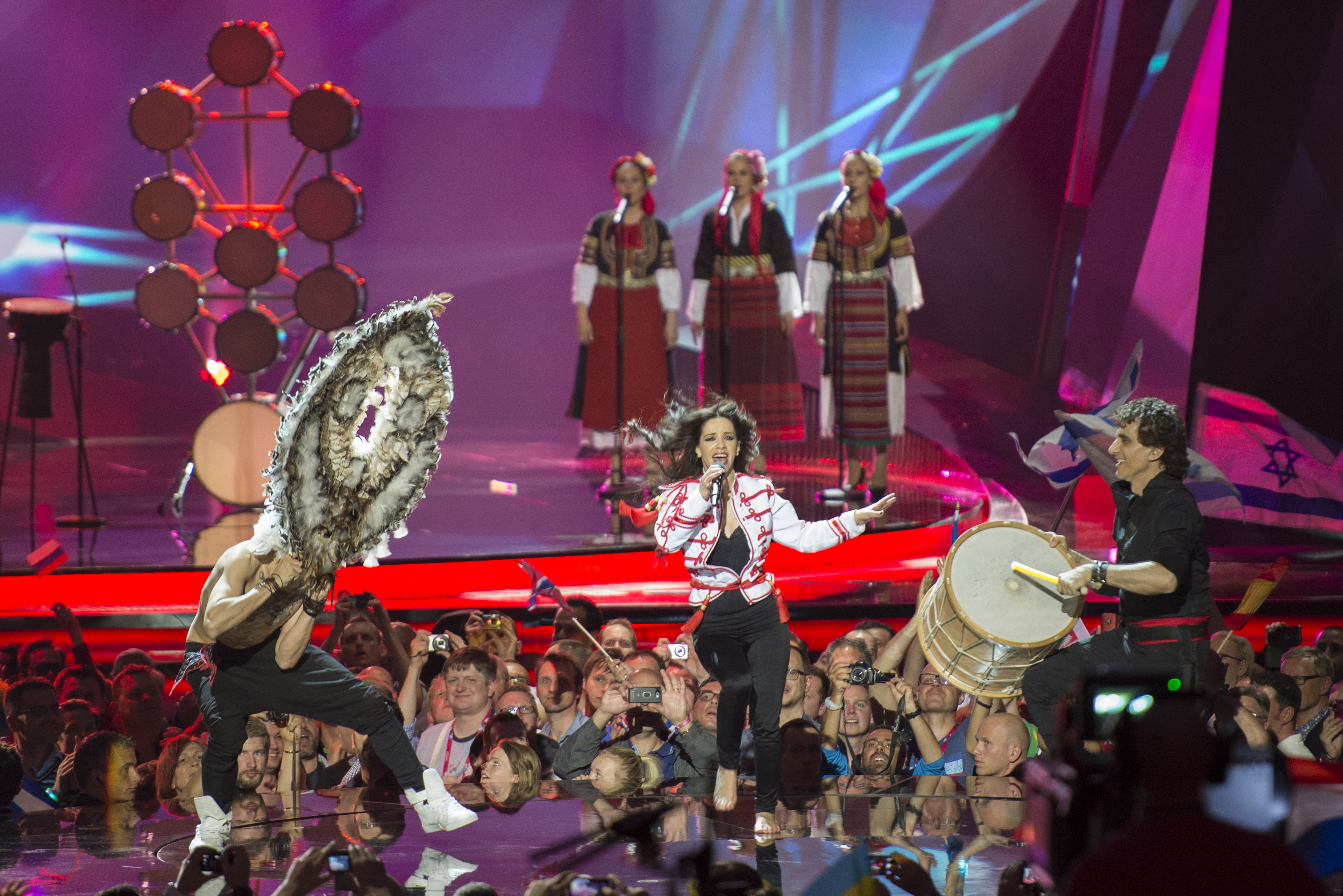
Elitsa Todorova & Stojan Jankoelov haalden tijdens hun tweede deelname voor Bulgarije de finale niet

Azerbeidzjan won de tweede halve finale, opvallend was dat favoriet San Marino de finale niet haalde. Bulgarije nam in 2013 het "record" van Nederland over om het vaakst op rij zich niet gekwalificeerd te hebben voor de finale, toen Nederland wel naar de finale ging en Bulgarije niet. Letland zorgde voor een primeur op het festival; een van de bandleden van PeR ging stagediven tijdens het optreden.
Duitsland, Frankrijk en Spanje hebben deze halve finale uitgezonden en meegestemd.
| Plaats | Land         | Taal                  | Artiest                               | Lied               | Punten |
| ------ | ------------ | --------------------- | ------------------------------------- | ------------------ | ------ |
| 1      | Azerbeidzjan | Engels                | Fərid Məmmədov                        | Hold me            | 139    |
| 2      | Griekenland  | Grieks                | Koza Mostra feat. Agathonas Iakovidis | Alcohol is free    | 121    |
| 3      | Noorwegen    | Engels                | Margaret Berger                       | I feed you my love | 120    |
| 4      | Malta        | Engels                | Gianluca                              | Tomorrow           | 118    |
| 5      | Roemenië     | Engels                | Cezar                                 | It's my life       | 83     |
| 6      | IJsland      | IJslands              | Eyþór Ingi                            | Ég á líf           | 72     |
| 7      | Armenië      | Engels                | Dorians                               | Lonely planet      | 69     |
| 8      | Hongarije    | Hongaars              | ByeAlex                               | Kedvesem           | 66     |
| 9      | Finland      | Engels                | Krista Siegfrids                      | Marry me           | 64     |
| 10     | Georgië      | Engels                | Sopho Gelovani & Nodiko Tatisjvili    | Waterfall          | 63     |
| 11     | San Marino   | Italiaans             | Valentina Monetta                     | Crisalide          | 47     |
| 12     | Bulgarije    | Bulgaars              | Elitsa Todorova & Stojan Jankoelov    | Samo sjampioni     | 45     |
| 13     | Zwitserland  | Engels                | Takasa                                | You and me         | 41     |
| 14     | Israël       | Hebreeuws             | Moran Mazor                           | Rak bishvilo       | 40     |
| 15     | Albanië      | Albanees              | Adrian Lulgjuraj & Bledar Sejko       | Identitet          | 31     |
| 16     | Macedonië    | Macedonisch en Romani | Esma & Lozano                         | Pred da se razdeni | 28     |
| 17     | Letland      | Engels                | PeR                                   | Here we go         | 13     |

## Wijzigingen

Deelnemende landen
Landen die in het verleden deelgenomen hebben
Landen die zich niet voor de finale kwalificeerden

### Terugkerende landen
- Armenië: na een jaar inactief te zijn geweest, keerden de Armeniërs terug. De reden dat Armenië in 2012 niet deelnam, was het feit dat het Eurovisiesongfestival 2012 in Bakoe werd gehouden, de hoofdstad van Azerbeidzjan. Aangezien er onrust is tussen Armenië en Azerbeidzjan en Azerbeidzjan eigenlijk een oorlogsvijand is van Armenië, trok Armenië zich terug uit de editie van 2012.

### Terugtrekkende landen
- Bosnië en Herzegovina: door financiële problemen stuurt omroep BHRT geen deelnemer naar het Eurovisiesongfestival 2013 voor Bosnië en Herzegovina. Wel zendt ze het uit en heeft het de intentie om in 2014 terug deel te nemen. In 2014 deed Bosnië en Herzegovina uiteindelijk niet mee.[6]
- Portugal: Rádio e Televisão de Portugal, de Portugese publieke omroep, trok zich terug uit het festival door de grote besparingsronde die de omroep treft. De tegenvallende prestaties van de afgelopen jaren speelden volgens de omroep geen rol bij deze beslissing. RTP hoopte in 2014 opnieuw van de partij te zullen zijn. Die hoop was terecht, want in 2014 nam Portugal weer deel aan het Eurovisiesongfestival.
- Slowakije: wegens geldproblemen neemt ook Slowakije niet deel aan het Eurovisiesongfestival 2013. De omroep steekt liever zijn geld in nationale producties.
- Turkije: de Turkse omroep TRT besloot ook om niet deel te nemen aan het Eurovisiesongfestival 2013. De reden hiervoor is het ongenoegen over de 50/50-regel en de bevoordeling van de vijf grote Eurovisielanden, die elk jaar automatisch mogen deelnemen aan de finale. Ook het feit dat de startvolgorde niet langer geloot wordt, maar door de organisatie bepaald wordt, stuit op ongenoegen.[7]

## Terugkerende artiesten
| Land       | Artiest                            | Plaats | Eerdere deelname | Plaats toen |
| ---------- | ---------------------------------- | ------ | ---------------- | ----------- |
| Bulgarije  | Elitsa Todorova & Stojan Jankoelov | 12 HF  | Bulgarije 2007   | 5           |
| San Marino | Valentina Monetta                  | 11 HF  | San Marino 2012  | 14 HF       |

## Puntengevers
| - Albanië - Andri Xhahu - Armenië - André - Azerbeidzjan - Tamilla Shirinova - België - Barbara Louys - Bulgarije - Joanna Dragneva - Cyprus - Loukas Hamatsos - Denemarken - Sofie Lassen-Kahlke - Duitsland - Lena Meyer-Landrut - Estland - Rolf Roosalu - Finland - Kristiina Wheeler - Frankrijk – Marine Vignes - Georgië - Liza Tsiklauri - Griekenland - Adriana Magania | - Hongarije - Éva Novodomszky - Ierland - Nicky Byrne - IJsland - María Sigrún Hilmarsdóttir - Israël - Ofer Nachshon - Italië - Federica Gentile - Kroatië - Ursula - Letland - Anmary - Litouwen - Ignas Krupavičius - Macedonië - Dimitar Atanasovski - Malta - Emma Hickey - Moldavië - Olivia Furtună - Montenegro - Ivana Sebek - Nederland - Cornald Maas | - Noorwegen - Tooji - Oekraïne - Matias - Oostenrijk - Katharina Bellowitsch - Roemenië - Sonia Argint - Rusland - Alsou - San Marino - Gianmarco Morosini - Servië - Maja Nikolić - Slovenië - Andrea - Spanje - Inés Paz - Verenigd Koninkrijk - Scott Mills - Wit-Rusland - Darja Domratsjeva - Zweden – Yohio - Zwitserland - Mélanie Freymond |

## Trivia

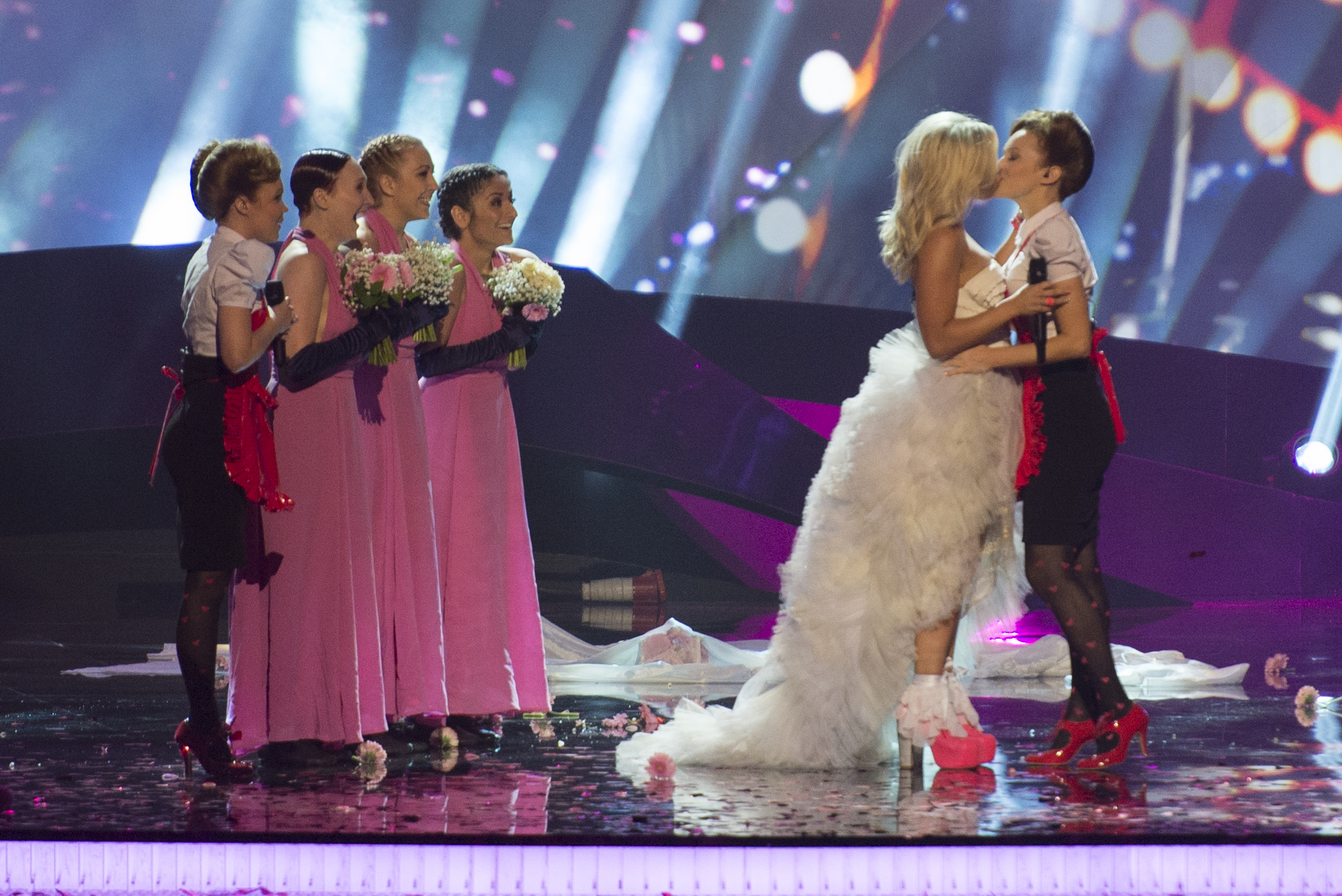
De Finse act zorgde voor opschudding in een aantal landen.

- Tijdens het Finse optreden kuste zangeres Krista op het einde van haar liedje een van haar danseressen. Deze uitspatting viel niet bij alle Europese landen in goede aarde.[8]
- Nevena Božović, die deel uitmaakt van Moje 3, vertegenwoordigde Servië reeds op het Junior Eurovisiesongfestival 2007. Met Piši mi eindigde ze op de derde plaats. Ze was de eerste artiest ooit die haar land zowel op het Eurovisiesongfestival als op het Junior Eurovisiesongfestival vertegenwoordigde. In 2014 deed Rusland hetzelfde met de winnaars van het Junior Eurovisiesongfestival 2006. In 2019 keerde Božović terug, dit keer solo.
- De Zwitserse band Takasa had de nationale finale gewonnen onder de naam Heilsarmee, maar mocht niet onder die naam deelnemen aan het Eurovisiesongfestival. Ook mogen de leden van de band de kostuums niet dragen die verwijzen naar het Leger des Heils. Heilsarmee stemde op 18 december 2012 tijdens een vergadering in om de act te veranderen. Begin maart werd duidelijk dat de band onder de naam Takasa naar Malmö zou afreizen.
- Polen, dat in 2012 al afwezig was wegens de drukte rond het Europees voetbalkampioenschap en de Olympische Spelen, zou er in 2013 terug bij zijn. Toch werd besloten ook dit jaar niet deel te nemen om financiële redenen. Polen was in 2014 wel weer van de partij. Het haalde de 14e plaats in de finale.[9]
- In 2010 was de Armeniër Gor Sujyan, die deel uitmaakt van Dorians, al op het Eurovisiepodium te zien als backing bij zangeres Eva Rivas. Ook de Moldavische Aliona Moon (in 2012 bij Pasha Parfeny) en de Albanees Bledar Sejko in (2011 bij Aurela Gaçe) maakten in die zin hun comeback.
- In de eerste halve finale werden door commentator Daniël Dekker al twee namen uit de jury van Nederland verklapt. Hiermee heeft hij de regels van de EBU (organisator van het Eurovisiesongfestival) overtreden en moest de TROS op zoek naar vervangers voor Cornald Maas en Eric van Tijn.[10]
- Voor het eerst sinds 1985 was er geen enkel (ex-)Joegoslavisch land aanwezig in de finale.
- Na de wedstrijd ontstond commotie over het winnende lied: gedeeltes van het lied zouden sterk lijken op het in 2002 uitgebrachte lied I surrender van K-otic en er zou dus sprake zijn van plagiaat. Zanger Bart Voncken van de inmiddels opgeheven popgroep zag echter geen overeenkomst tussen de twee nummers.[11][12][13]